# Censo de México de 1950
El censo de México de 1950, denominado oficialmente Séptimo Censo General de Población, fue el séptimo censo realizado en México. Se llevó a cabo el 6 de junio de 1950 y dio como resultado una población de 25 791 017 habitantes.

## Realización
Este censo fue realizado siguiendo las recomendaciones de la Organización de las Naciones Unidas (ONU), el Instituto Interamericano de Estadística y la Comisión del Censo de las Américas con la finalidad de homologar el trabajo mexicano con el desarrollado en otros países para facilitar la comparativa de datos entre naciones. Este fue el primer censo de población que incluyó un censo de vivienda en simultáneo. Previamente ya se habían realizado censos de vivienda de manera independiente. El levantamiento fue hecho el 6 de junio de 1950 y aquellos que no fueron empadronados se les dio la obligación de registrarse en cualquier oficina del registro civil, de la policía o presidencia municipal. Para promocionar el censo se recurrió a mensajes en diversos medios de comunicación emitidos en siete idiomas: Español, náhuatl, maya, mixteco, otomí, tzetzal y zapoteco.
Sobre la población se hicieron las siguientes preguntas:
- Relación de parentesco con el jefe de familia
- Sexo
- Edad
- Estado civil
- Lugar de nacimiento
- Idioma
- Lengua indígena
- Religión
- Nacionalidad
- Alfabetismo
- Nivel de instrucción
- Asistencia escolar
- Fecundidad
- Sector de actividad
- Posición en el trabajo
- Tiempo sin trabajo
- Número de días trabajados en la última semana
- Ingestión de pan de trigo
- Calzado
- Ingresos por trabajo
- Otros ingresos
- Gastos del jefe de familia

En el censo de vivienda se recolectaron los siguientes datos:
- Tendencia de la vivienda
- Número de cuartos
- Material predominante en los muros
- Servicio de agua en la vivienda

Este censo es considerado como el primero en contabilizar sus datos de forma automatizada. Sus datos fueron publicados en 1953. La tasa de crecimiento de la población fue de 2.7% anual, equivalente a la duplicación de la población cada 26 años.

## Resultados
| Posición | Estado                              | Población  | Variación respecto a 1940 | Variación respecto a 1940 | Variación respecto a 1940 |
| Posición | Estado                              | Población  | Pobl.                     | %                         | Pos.                      |
| -------- | ----------------------------------- | ---------- | ------------------------- | ------------------------- | ------------------------- |
| 1        | Distrito Federal                    | 3 050 442  | +1 292 912                | 73.56%                    | Sin cambios               |
| 2        | Veracruz                            | 2 040 231  | +420 893                  | 25.99%                    | Sin cambios               |
| 3        | Jalisco                             | 1 746 777  | +328 467                  | 23.16%                    | Sin cambios               |
| 4        | Puebla                              | 1 625 830  | +331 210                  | 25.58%                    | Sin cambios               |
| 5        | Michoacán                           | 1 422 717  | +240 714                  | 20.36%                    | 1                         |
| 6        | Oaxaca                              | 1 421 313  | +228 519                  | 19.16%                    | 1                         |
| 7        | México                              | 1 392 623  | +246 589                  | 21.52%                    | Sin cambios               |
| 8        | Guanajuato                          | 1 328 712  | +282 222                  | 26.97%                    | Sin cambios               |
| 9        | Guerrero                            | 919 386    | +186 476                  | 25.44%                    | 1                         |
| 10       | Chiapas                             | 907 026    | +227 141                  | 33.41%                    | 1                         |
| 11       | San Luis Potosí                     | 856 066    | +177 287                  | 26.12%                    | 1                         |
| 12       | Hidalgo                             | 850 394    | +78 576                   | 10.18%                    | 3                         |
| 13       | Chihuahua                           | 846 414    | +222 470                  | 35.66%                    | Sin cambios               |
| 14       | Nuevo León                          | 740 191    | +199 044                  | 36.78%                    | 2                         |
| 15       | Coahuila                            | 720 619    | +169 902                  | 30.85%                    | Sin cambios               |
| 16       | Tamaulipas                          | 718 167    | +259 335                  | 56.52%                    | 3                         |
| 17       | Zacatecas                           | 665 524    | +100 087                  | 17.70%                    | 3                         |
| 18       | Sinaloa                             | 635 681    | +142 860                  | 28.99%                    | 1                         |
| 19       | Durango                             | 629 874    | +146 045                  | 30.19%                    | 1                         |
| 20       | Yucatán                             | 516 899    | +98 689                   | 23.60%                    | Sin cambios               |
| 21       | Sonora                              | 510 607    | +146 431                  | 40.21%                    | Sin cambios               |
| 22       | Tabasco                             | 362 716    | +77 086                   | 26.99%                    | Sin cambios               |
| 23       | Nayarit                             | 290 124    | +73 426                   | 33.88%                    | 2                         |
| 24       | Querétaro                           | 286 238    | +41 501                   | 16.96%                    | 1                         |
| 25       | Tlaxcala                            | 284 551    | +60 488                   | 27.00%                    | 1                         |
| 26       | Morelos                             | 272 842    | +90 131                   | 49.33%                    | Sin cambios               |
| 27       | Territorio Norte de Baja California | 226 965    | +148 058                  | 187.64%                   | 2                         |
| 28       | Aguascalientes                      | 188 075    | +26 382                   | 16.32%                    | 1                         |
| 29       | Campeche                            | 122 098    | +31 638                   | 34.97%                    | 1                         |
| 30       | Colima                              | 112 321    | +33 515                   | 42.53%                    | Sin cambios               |
| 31       | Territorio Sur de Baja California   | 60 864     | +9 393                    | 18.25%                    | Sin cambios               |
| 32       | Territorio de Quintana Roo          | 26 967     | +8 215                    | 43.81%                    | Sin cambios               |
| Total    | Total                               | 25 791 017 | +6 137 465                | 31.23%                    |                           |